# خیام‌نامه
خیّام‌نامه (بنیادگذاری در ۱۳۸۳ / ۲۰۰۴م) هفته‌نامه‌ای فارسی‌زبان محلّی، سودناور، اصلاح‌گرا، نقدآمیز و فسادستیز با رویکرد «خبری-تحلیلی» است که دفتر و مرکز چاپ آن در نیشابور می‌باشد. پوشش خبری آن، گسترهٔ شهرستان نیشابور و شهرستان بزغان است و پخش استانی‌اش، خراسان رضوی را دربرمی‌گیرد؛ پس از صبح نیشابور، دومین نشریه‌ای است که در نیشابور بنیان‌گذاری شد و پویاست. شعار خود را «صدای مردم» می‌داند. به‌گفتهٔ مدیرمسئول آن در دهه اول پویایی این نشریه، ۱۷ پرونده علیه آنان گشوده شده که در ۱۵ پرونده تبرئه یا قرار منع تعقیب صادر شده و تنها در یک مورد جریمهٔ نقدی جزئی پرداخته است.

## ساختار
مقاومت برخی اعضای شورا برای برگشت پاداش غیرقانونی شهردار برکنارشده (۵ میلیون تومان)، سبب واکش دوبارهٔ نهادهای نظارتی شده است. گفته می‌شود هنوز فیش برگشت این مبلغ به حساب شهرداری از سوی ۶ تن از ۱۳ عضو شورا (صالح‌آبادی، هوشمند، حسینی قاضی، سکّاکی، صائب‌نیا و شریعتمداری) به رئیس شورا ارائه نشده است.

نمونه‌ای از ستون «در خبرها نیامده بود که»، صفحهٔ آخر خیّام‌نامه، شمارهٔ ۲۸۷
از آن رو که هویت نوین نیشابور با حکیم عمر خیام پیوند خورده، خیام‌نامه عنوان گرفته؛ نامه نیز از مترادف‌های روزنامه در فارسی است.

هفته‌نامه‌ای «خبری-تحلیلی» است با رویکردهای گوناگون سیاسی، اجتماعی، فرهنگی و غیره در گسترهٔ محلی.

«صدای مردم» و «در خبرها نیامده بود که»، دو ستون پُرخوان و ثابت آن است؛ اولی ستونی برای بازتاب بی‌واسطهٔ مردمی (از راه‌های تلفن، پیامک، رایانامه و شبکه‌های اجتماعی) است و دیگری، خبرهای سایه‌ای را کوتاه بیان می‌دارد. کاریکاتور چاپ می‌کند که معمولاً موضوع آن محلی است. به تاریخ معاصر نیشابور و ایران می‌پردازد و گاهی در این زمینه به منابع دست‌اول محلی دست می‌یابد. صفحهٔ «دیدبان» آن، خبرهای هفتهٔ ایران را گزیده می‌کند که معمولاً دیدگاه‌های نقدآمیز، اصلاح‌خواهی و مسئلهٔ روز را از زبان سرشناسان سیاسی-اجتماعی بازمی‌گوید.

سیصدمین شماره‌اش در هفتهٔ دوم مهر ۱۳۹۵ می‌باشد و عضو «خانهٔ مطبوعات خراسان رضوی» است.

تای بالایی، شماره ۲۴۶

در قطع بزرگ چاپ می‌شود، قطع ویژه‌نامه‌هایش نیم‌قطع است؛ معمولاً هر شماره‌اش ۸ صفحهٔ شش‌ستونی دارد.

در تحلیل‌هایش به قوانین و حقوق تأکید می‌کند، لحن نقدآمیز نوشتارهایش بسیار تأثیرگذار است تا حدی که سبب‌ساز چالش‌ها برای برخی مقامات شهرستان می‌شود، مانند خبررسانی‌اش از قانون‌شکنی‌های عبّاس حسینی در مقام شهردار که به برکناری‌اش انجامید (بهار ۹۵).

گستره خبری‌اش شهرستان نیشابور و شهرستان بزغان است و در خبر، رویکردی عمومی دارد؛ ۶ خبرنگار و نویسنده در حوزه‌های سیاسی، اجتماعی، فرهنگی، ورزشی و جنایی برای خیام‌نامه می‌نویسند.

با سرشناسان بومی و برخی غیربومی، گفتگو و مصاحبهٔ ویژه داشته‌است: مانند حمید گرمابی، شهرام ناظری و غلامحسین مظفری. تنها رسانهٔ نیشابور و خراسان است که از حسین انصاری‌راد (مجتهد شیعهٔ اصلاح‌طلب) می‌گوید و پیام‌های مناسبتی اصلاح‌طلبان ایرانی به مردم نیشابور را چاپ می‌کند. از ۱۳۹۱، در هر شماره با برخی افراد بومی با سرشناسی ویژه، گفتگو دارد (گفتگو با همشهری).

شیوهٔ خیّام‌نامه در بازتاب پررنگ کم‌داشت‌های نیشابور و پیگیری آن‌ها؛ گزارش‌های متفاوت از دیگر رسانه‌های شهرستان؛ پوشش خبری مردمی (شهروند خبرنگار)؛ نوآوری‌ها و سبک نوشتاری روزآمد، جایگاهش را بالا کشانده.

شمار ویژه‌نامه‌های سالانه‌اش بسیار کم یا محدود به نوروز است.

## پیشینه
از دی ۱۳۸۳ نشر می‌شود ؛ تاریخ گواهی نشر آن ۱۹ آذر ۱۳۸۲ است. ۱۳۸۹ تا ۱۳۹۱ از نشر بازماند.

### بازداری‌ها
در ۱۳ اردیبهشت ۱۳۸۹ از سوی محمدعلی رامین توقیف شد. در نامه او «بی‌توجهی به تذکرات معاونت مطبوعاتی» و «اصرار بر تخلفات»، علّت بازداشتن از فعالیت نشریه بیان شده بود. مدیرمسئول آن (رضا مهرداد)، این نامه را نخستین نامه‌ای دانست که از ابتدای انتشار تا کنون دربارهٔ نوشته‌های چاپ‌شده از هیئت نظارت بر مطبوعات دریافت کرده‌اند. او گفت:

 سخنان نقدآمیز در نشریهٔ ما دربارهٔ موضوعات محلی، مخالفان بسیاری در میان مسئولان شهری و هواداران دولت داشته‌است. اما همواره از اهانت، افترا و نشر اکاذیب و مطالب خلاف قانون، اخلاق عمومی و حیثیت اشخاص می‌پرهیزیم.
مدیرمسئول خیّام‌نامه سپس گفت که در جامعهٔ ایرانی، اداره‌ها و سازمان‌ها دوست دارند که مطبوعات همچو روابط عمومی آنان کار کنند و صرفاً بازتاب طرح‌ها و برنامه‌های آنان باشند؛ اگر نشریه‌ای نقدی بر آنان داشته باشد، نمی‌توانند تحمل کنند. سرانجام خیام‌نامه در این پرونده قضائی، تبرئه شد.

در ۲۷ خرداد ۱۳۹۴ مدیرمسئول آن (رضا مهرداد) به اتهام «نشر اکاذیب و تشویش اذهان عمومی» بازداشت شدند.
پیشتر نیز در ۲۴ اسفند ۱۳۸۴، رضا مهرداد و یک خبرنگار دیگر خیّام‌نامه به اتهام «توهین، نشر اکاذیب، ورود به عنف و خدشه‌دار نمودن شأن طلاب» بازداشت شد. شاکی خود فردی بوده که با برگ مأموریت خبری به دفتر خیام‌نامه آمده و به‌خاطر عکسی تزیینی در گزارشی با عنوان «دختران طلبه: ما این جا راحتیم» دربارهٔ حوزه علمیه بانوان نیشابور، از مسئولان خیام‌نامه شکایت کرده‌است. دلیل شکایت، به‌کارنبردن عکس‌هایی از خود حوزهٔ علمیه نیشابور و به‌کاربردن عکس‌هایی از زنان اهل ترکیه با حجاب ویژه ترکی بوده‌است.

## آشکارسازی‌ها

### نقدگری شهرداری نیشابور
خبررسانی‌های خیام‌نامه از قانون‌شکنی‌های سید عبّاس حسینی در مقام شهردار نیشابور (از ۲ اردیبهشت ۱۳۹۴)، سرانجام به برکناری و محکومیت او انجامید (۱۱ خرداد۱۳۹۵)؛ بسیاری از تخلفات حسینی در گزارش‌های شش‌ماهه (زمستان و بهار ۹۵)، دقیق و مستند در خیام‌نامه چاپ شد.
برپایهٔ حکم وزارت کشور ایران، او محروم‌بودن ده‌ساله «از انتصاب به پست‌های حساس و مدیریتی در دستگاه‌های دولتی و دستگاه‌های مشمول این قانون» مجازات شد. عبّاس حسینی که به‌عنوان «شهردار نمونهٔ کشور» گرامی داشته شد، در یک سخنرانی پیش از نماز جمعه در مسجد جامع نیشابور (۲۵ دی ۱۳۹۴)، تلویحاً به نقدهای نوشته‌های خیّام‌نامه اشاره کرد و گفت که نشریات شهر نیشابور باید در خدمت شهرداری باشند:
 درباره سخنان نشرشده در مطبوعات محلّی باید بگویم: اگر مطبوعات بازتابنده ی مشکلات مردم و تلاش‌های خدمتگزاران مردم [مقام‌داران] باشند، پسندیده است. اگر مشکلی می‌بینند، اگر از ادب خارج نشوند، بیانش سازنده است؛ ولی تهمت‌زدن و بازی با آبروی افراد و پخش سخنان نادرست، روا نیست. آبروی یک فرد برابر با خونِ اوست... شاید در پسِ این تهمت‌زنی‌ها و دروغ‌پراکنی‌ها نیّات دیگری وجود باشد که البته من بی‌توجه به این جوسازی‌ها با همه توان و نیرو تلاش می‌کنم که کار کانم. شهرداری، سیاسی نیست و در بازی‌های سیاسی درنمی‌آید. سیاست برای سیاستمداران. من از نخستین روز کاری‌ام، شعارم این بوده و هست «فقط کار، کار، کار».
— سید عبّاس حسینی، شهردار نیشابور (متن ویراستهٔ دستوری-زبانی)
خیام‌نامه در پاسخ به پرسشی که در ستون «صدای مردم» چاپ شد، دربارهٔ اینکه چرا به‌طور ویژه به نقدگری شهرداری نیشابور از سال ۱۳۹۱ می‌پردازد و دیگر فسادها را دقیقاً بیان نمی‌دارد، گفت:
 - ممکن است ما از این تخلفات [جاهای به‌جز شهرداری نیشابور] اطلاع دقیقی نداشته باشیم یا اطلاعات ما مستند نباشد. اگر شما اطلاعات مستندی دارد، حتماً منقل کنید، ما در خدمت هستیم.

- شهرداری به عنوان نهادی محلّی، با حضور اعضای پارلمان محلّی که منتخب مردم هستند، قرار است دموکرات‌ترین و در دسترس‌ترین نهاد مردمی باشد.

- ضمن احترام به همهٔ کارکنان و کارگران زحمت‌کش شهرداری، معتقدیم که علاوه بر کمک‌های دولتی، بخش مهمی از هزینه‌های خود را از جیب شهروندان تأمین می‌کند؛ نیازمند نظارت جدّی و مستمر است، در غیر این صورت مستعد انواع و اقسام تخلفات و زدوبندهاست. مثلاً حقوق فرماندار در کشور بر اساس سازوکارهای معینی تعریف شده و از خزانه به حساب ایشان واریز می‌شود اما در خصوص حقوق شهردار نیشابور [سیّد عبّاس حسینی]، خوب به‌خاطر دارید که چه اتفاقاتی افتاد. پس از اطلاع‌رسانی و پافشاری‌های خیّام‌نامه، حقوق ایشان از ۲۰ میلیون تومان به ۲٬۷۰۰ در ماه کاهش پیدا کرد. آیا در ادارات دولتی این حجم از تخلف وجود دارد؟ قطعاً از تخلفات گستردهٔ صورت گرفته در کشتارگاه هم خبر داردید.

- خیام‌نامه در ۴ سال اخیر گزارش‌هایی متعددی از وجود تخلف در حوزه‌های مختلف از جمله منابع طبیعی و محیط زیست، بخشداری‌ها، آموزش و پرورش، تجارت و صنعت، اصناف، دادگستری، شورا، ورزش و جوانان، نیروی انتظامی، اوضاع اجتماعی و فرهنگی وغیره، چاپ و منتشر نموده است. البته ممکن است به دلیل حجم گستردهٔ تخلفات در شهرداری، میزان آن در این حوزه بیشتر بوده یا باشد.
— ستون «صدای مردم»، خیّام‌نامه، شمارهٔ ۲۹۰

### رانت میلیاردی
شمارهٔ ۹ مرداد ۱۳۹۵ خیام‌نامه، از «رانت میلیاردی نزدیکان یک نمایندهٔ سابق با تغییر کاربری ۲۵۷۶ متر زمین آموزشی» خبرداد که با همکاری مقام‌داران انجام گرفته‌است. نتیجهٔ آن «تصرف ۵۱۵۲ متر زمین آموزشی با حداقل قیمت و بیشترین تسهیلات؛ تغییر کاربری ۲۵۷۶ متر آن از آموزشی به مسکونی و ایجاد ارزش افزوده‌ای ۵/۱ میلیارد تومانی برای مالکان آن» بوده‌است.

## دیدگاه‌ها دربارهٔ خیام‌نامه
حجت‌الله شریعتمداری، یک عضو محلی جبهه پیروان خط امام و رهبری و عضو شورای شهر نیشابور در اردیبهشت ۱۳۹۳، این نشریه را «ضد انقلاب» خواند و پیشینه نشر آن را «کارنامه‌ای سیاه در همه شمارگان خود» دانست که «از هیچ‌گونه تلاشی برای سیاه‌نمایی خدمات نظام، مقابله با ارزش‌های انقلاب اسلامی، وارونه جلوه دادن حقایق، تخریب نیروهای وفادار به نظام و ولایت فقیه کوتاهی نکرده است.»

پس از آنکه در خیام‌نامه، مقاله‌ای با عنوان «بررسی منزلت اجتماعی فرهنگیان در ۲۱ کشور دنیا» در اردیبهشت ۱۳۹۳ چاپ شد و نام کشور اسرائیل در آن مقاله با همین نام، نه «رژیم صهیونیستی» نوشته شد؛ دو عضو شورای شهر نیشابور (حجت‌الله شریعتمداری و صادق هوشمند) این شیوهٔ ویرایش را «به‌رسمیت شناختن دولت اسرائیل» شمردند:
وقتی کشوری به نام اسرائیل رسمیت و وجود خارجی ندارد، بیان مقایسه ایران با اسرائیل مصداق به رسمیت شناختنش به عنوان یک کشور است... مسئولان این نشریه گستاخی را به جایی رسانده‌اند که در زندگی خصوصی افراد انقلابی ومسئولان شهر مانند فرماندار، اعضاء شوراء وفرماندهان سپاه تفحص کرده و به سردار سپاه ومسئولین توهین می‌کنند و در جهت تضعیف ارزشهای نظام ومنویات مقام معظم رهبری حرکت می‌کنند.
آن دو به مسئولان و نویسندگان این نشریه شدیداً اعتراض کردند و خواستار ترک مجلسِ خبرنگار سیاسی خیام‌نامه از جلسهٔ علنی خود شدند. پیشتر نیز حجت‌الله شریعتمداری، دلیل اصلی استیضاح شهردار نیشابور (محمدحسن زرندی) را در ۱۸ فروردین ۱۳۹۴، «حمایت مالی وی از جریان حامی فتنه، خصوصاً هفته‌نامهٔ ضدِّ انقلاب خیام‌نامه» بیان داشت که به چاپ آگهی‌های بازرگانی شهرداری نیشابور در این نشریه و اصلاح‌گرایی نوشته‌های آن اشاره دارد.

محسن قاجاریان، سرتیپ دوم از سپاه پاسداران انقلاب اسلامی (۱۹۶۲- کشته‌شده در جنگ داخلی سوریه ۳ فوریه ۲۰۱۶) که با لقب شهید مدافع حرم گرامی داشته می‌شود؛ پس از ستیزه‌گویی دربارهٔ جشن همگانی در پی برجام در نیشابور، دعایی وهن‌آلود برای مسئولان خیام‌نامه خواند: «دعا می‌کنم خدا به حرمت خون شهدا، شما و خانواده‌هایتان و خواهر و مادرتان را پراکنده کند... اجازه ندهید به این‌ها که فتنه‌گری کنند.» او پیشتر نیز در آخرین جلسهٔ شورای اداری شهرستان نیشابور گفته بود که «در این نشریه کسانی هستند که خبیث‌تر از آن‌ها نمی‌شناسد» و خیام‌نامه را «ادامه‌دهندهٔ خطِّ تخریب دولت قبلی، فرمانداران، نمایندگان اصول‌گرا یا سالمِ فعلی»، «توهین‌گر ارزش‌ها، تخریب مدیران باقی‌مانده از دولت احمدی‌نژاد، سیاه‌نمایی اقدامات دولت گذشته وترویج فساد» متهم کرد. همچنین، از سیاست‌های فرهنگی دولت روحانی نیز به شدت انتقاد کرد و با «حسن‌علی بقال» خواندن علی جنتی، (وزیر فرهنگ و ارشاد دولت حسن روحانی)، برگزاری کنسرت موسیقی در شهرستان نیشابور را «توهین به ارزش‌های اسلامی و انقلاب» دانست:
آیا درست است که در شهر نیشابور با ۲۳۰۰ شهید و با وجود این همه روحانی و با این تاریخ ولایت‌مداری، در این شهر با این فضای معنوی، درست است که کنسرتی انجام بشود و توهین به همه چیز بشود؟... در شب شهادت شهید شوشتری کنسرت برگزار شد و کلاهبرداری کردند و فاتحه خواندند به همه چیز! حالا این هفته‌نامه چه می‌گوید؟ این‌ها کی هستند؟ چرا یک نفر نیامد بگوید: «آقای شورای تأمین! آقای سپاهی، که مرض به آن درجه‌هایی بخورد که گذاشته‌ای روی شانه‌ات! این چه اتفاقی بود که افتاد؟» چرا یک نفر به این هفته‌نامه اعتراض نکرد؟
سپس، به‌طور دقیق‌تر به این نشریه اشاره کرد، گفت:
در این هفته‌نامه دو-سه نفر هستند که من به خبیثی این‌ها در این شهر نمی‌شناسم. سابقهٔ توهین‌شان به شهدا را دارم. کسانی را که خیانتشان در زمان امام مشخص بود، در زمان بنی صدر مشخص بود، در زمان ـ خدا نیامرزد! ـ بازرگان، مشخص بود، عکس آن‌ها را می‌اندازند. یکی شان که به خاطر پایین آوردن عکس شهدا در آموزش و پرورش زبرخان پیگیری کردند و توسط ملعون‌ترین روحانی [؟] این شهر پیگیری کرد و مدیر نمونه اعلام شد.
فرماندار فیروزه (محمدحسین صالحی) در مرداد ۱۳۹۴ این نشریه را ستود و بیان داشت که این نشریه در بزغان پرخواننده است و نوشته‌های آن، نمایانگر نگرانی‌های مسئولان نشریه برای توسعهٔ شهرستان فیروزه (بزغان) است.
فرمانده ناجای نیشابور (سرهنگ اکبر آقابیگی) در گفتگو با خیام‌نامه بر نقش بسیار مهم رسانه‌ها در آشکارسازی فساد اقتصادی تأکید کرد و از همه رسانه‌های شهرستان خواست که با گزارش‌های مستند خود، پلیس را در مبارزه با فساد اقتصادی یاری کنند.